# Analice Caldas Barros
Analice Caldas Barros (Alagoa Nova, 30 de Outubro de 1891 - 15 de fevereiro de 1945) foi uma educadora, professora e jornalista paraibana.

## Biografia
Nascida na antiga Vila de Alagoa Nova (atual Alagoa Nova), Analice Caldas Barros se mudou para João Pessoa logo quando jovem. Começou no magistério após receber seu o diploma de professora em 1911, aos 20 anos de idade. Primeiramente, atuou como professora na fazenda de Espírito Santo. A partir de 1921 passa a colaborar como jornalista no O Educador, uma impressão de professores primário. Em 1922, colaborou com O Progresso.
Seu trabalho de maior destaque enquanto jornalista foi para a revista Era Nova, a partir de 1923, em sua coluna Álbum de Mlle, onde questionava seus entrevistados sobre temas políticos e sociais na década de 20. É importante destacar o trabalho da Era Nova e de Analice em registrar através da revista, mudanças urbanas e comportamentais, além de dar voz ao discurso feminista que nascia na época. Também em 1923, Analice Caldas passou a ensinar língua portuguesa para o nível médio no então Liceu Industrial - antiga Escola Técnica Federal, agora Instituto Federal da Paraíba (IFPB). Em 1930, passou a escrever para a revista Folha, publicada em Alagoa Nova. Analice colaborou também nos jornais A União, A Imprensa e O Jornal do Comércio.
Seu destaque como militante começa em 1930, após participar da Campanha dos Mil Reis Liberal, manifestações em prol da Aliança Liberal. Em 1933, fundou a Associação Paraibana Pelo Progresso Feminino, em parceria com várias mulheres influentes da época e baseada no modelo da Federação Brasileira pelo Progresso Feminino (FBPF).
Foi aprovada como sócia efetiva do Instituto Histórico e Geográfico Paraibano em 1936, cargo que a ajudou, mais tarde, na publicação seu primeiro livro, “Alagoa Nova” (1940), que contava com o objetivo de registro, a história e características da cidade. Entre 1930 e 1940, lecionou como professora de taquigrafia na Academia de Comércio Epitácio Pessoa e chegou a atuar como taquigrafa na Assembleia Legislativa no início da década de 40. Analice Caldas faleceu em 1945, em um acidente de avião.
Foi homenageada pela prefeitura de Alagoa Nova através da criação da Biblioteca Analice Caldas e pela prefeitura de João Pessoa, com a inauguração da Escola Municipal de Ensino Fundamental Analice Caldas.